# Veszprém (província)
Veszprém (en eslovac Vesprím) és el nom d'una província hongaresa (megye) situada a l'oest del país. Ocupa els turons de Bakony i la vora nord del llac Balaton. Aquesta província comparteix fronteres amb les de Vas, Győr-Moson-Sopron, Komárom-Esztergom, Fejér, Somogy i Zala. La capital és Veszprém i la segona ciutat és Pápa. El riu Marcal marca la frontera occidental. Té una superfície de 4613 km² i una població de 375.000 habitants.
El 4 d'agost de 2010 es va produir un accident mediambiental a la localitat d'Ajka.